# Radi metàl·lic

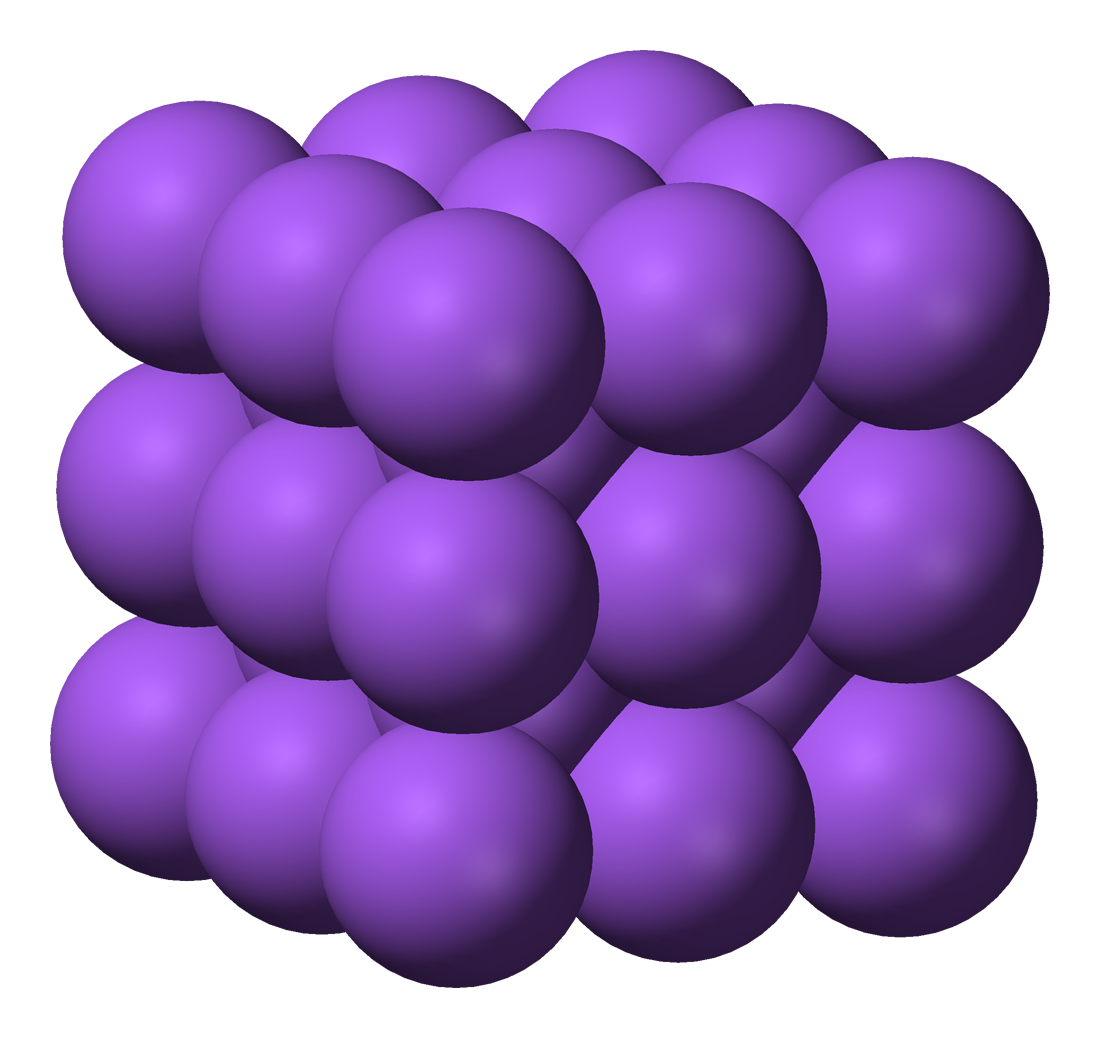
Estructura cristal·lina del sodi

El radi metàl·lic és el radi de l'esfera que hom pot assimilar a un àtom en una estructura cristal·lina d'un metall. Hom el pot determinar a partir de mesures cristal·logràfiques, en conèixer el tipus de xarxa cristal·lina i l'aresta de la cel·la elemental.